# Ligue des champions de la CAF 2020-2021
Navigation
Édition précédente Édition suivante
La Ligue des Champions de la CAF 2020-2021 (officiellement la Total Ligue des Champions de la CAF 2020-2021 pour des raisons de parrainage) est la 57e édition du tournoi organisé par la de la plus importante compétition africaine de clubs et la 25e édition dans le format actuel de la Ligue des champions de la CAF.
Elle oppose 54 des meilleurs clubs africains qui se sont illustrés dans leurs championnats respectifs la saison précédente. L'édition devait initialement se dérouler du 7 août 2020 au 28 mai 2021, mais est reportée en raison de la pandémie de Covid-19 du 27 novembre 2020 au 17 juillet 2021, et les rencontres sont disputées à huis clos. 
La finale se déroule au Stade Mohammed-V, à Casablanca, au Maroc le 17 juillet 2021 où Al Ahly SC a battu Kaizer Chiefs FC sur le score de 3-0, remportant ainsi son 2e trophée africain d'affilée et le 10e de son histoire.

## Participants
- Théoriquement, jusqu'à 56 fédérations membres de la CAF peuvent participer à la Ligue des champions de la CAF 2020-2021.
- Les 12 pays les mieux classés en fonction du Classement 5-Year de la CAF peuvent inscrire 2 clubs par compétition. Pour la compétition de cette année, le Classement 5-Year de la CAF situé entre 2016 et 2020, est pris en compte.
- 54 clubs (42 champions + 12 vice-champions) entrent dans le tournoi. 14 fédérations n'ont pas pu inscrire un club dans la compétition (Cap-Vert, Érythrée, La Réunion, Guinée-Bissau, Sao-Tomé-et-Principe, Sierra Leone, Djibouti, République centrafricaine, Liberia, Madagascar, Malawi, Maurice, Namibie, Seychelles et Soudan du Sud).

Pour la Ligue des champions de la CAF 2020-2021, la CAF utilise le Classement 5-Year de la CAF 2016-2020, qui calcule les points pour chaque association participante en fonction de la performance de ses clubs au cours de ces cinq années en Ligue des champions et en Coupe de la confédération. Les critères d'attribution des points sont les suivants: 
|                               | Ligue des champions de la CAF | Coupe de la confédération |
| ----------------------------- | ----------------------------- | ------------------------- |
| Vainqueurs                    | 6 points                      | 5 points                  |
| Finalistes                    | 5 points                      | 4 points                  |
| Demi-finales                  | 4 points                      | 3 points                  |
| Quart de finale (depuis 2017) | 3 points                      | 2 points                  |
| 3e place dans les groupes     | 2 points                      | 1 point                   |
| 4e place dans les groupes     | 1 point                       | 0.5 point                 |

Les points sont multipliés par un coefficient selon l'année comme suit:
- 2019-2020: × 5
- 2018-2019: × 4
- 2018: × 3
- 2017: × 2
- 2016: × 1

## Calendrier
Voici le calendrier officiel publié sur le site internet de la CAF,.
| Nom                                             | Tirage au sort | Match aller                          | Match retour                    | Nombre de participants |
| ----------------------------------------------- | -------------- | ------------------------------------ | ------------------------------- | ---------------------- |
| Tours de qualification (2020-2021)              |                |                                      |                                 |                        |
| Tour préliminaire                               | 9 novembre     | 27-29 novembre                       | 4-6 décembre                    | 44                     |
| Premier tour                                    | 9 novembre     | 22-23 décembre                       | 5-6 janvier                     | 32 (22+10)             |
| Phase de groupes (2021)                         |                |                                      |                                 |                        |
| Journées 1 et 4 Journées 2 et 5 Journées 3 et 6 | 8 janvier      | 12-23 février 23-24 février 5-6 mars | 16-17 mars 2-4 avril 9-11 avril | 16                     |
| Phase finale (2021)                             |                |                                      |                                 |                        |
| Quarts de finale                                | 30 avril       | 14-16 mai                            | 21-23 mai                       | 8                      |
| Demi-finales                                    | 30 avril       | 18-20 juin                           | 25-27 juin                      | 4                      |
| Finale                                          | 30 avril       | 17 juillet                           | 17 juillet                      | 2                      |

## Tours de qualification

### Tour préliminaire
Les matchs aller se jouent du 27 au 29 novembre 2020 alors que les matchs retour se jouent du 4 au 6 décembre 2020. 
| Équipe 1                           | Score   | Équipe 2                  | Aller  | Retour |
| ---------------------------------- | ------- | ------------------------- | ------ | ------ |
| AS Ashanti Golden Boys             | 1-4*    | Stade Malien              | 1-2    | 0-2*   |
| Armed Forces FC                    | 1-3     | Teungueth FC              | 1-1    | 0-2    |
| RC Abidjan                         | 2-2     | ASKO Kara                 | 1-0    | 1-2    |
| AS SONIDEP                         | 4-0     | Mogadiscio City Club      | 2-0    | 2-0    |
| Al-Ahly Benghazi                   | Forfait | Mekele 70 Enderta         | Annulé | Annulé |
| Gazelle FC                         | Forfait | CF Garde Républicaine     | Annulé | Annulé |
| Forest Rangers FC                  | 0-2     | AS Bouenguidi             | 0-0    | 0-2    |
| Jwaneng Galaxy                     | 5-1     | US Zilimadjou             | 4-0    | 1-1    |
| Young Buffaloes                    | 1-1     | Le Messager FC Ngozi      | 0-0    | 1-1    |
| PWD Bamenda                        | 0-1     | Kaizer Chiefs             | 0-1    | 0-0    |
| AS Otohô                           | 1-3     | Al Merreikh Omdurman      | 1-1    | 0-2    |
| Rahimo FC                          | 1-2     | Enyimba FC                | 0-1    | 1-1    |
| FC Nouadhibou                      | 1-3*    | Asante Kotoko SC          | 1-1    | 0-2*   |
| Vipers SC                          | 0-2     | Al Hilal Omdurman         | 0-1    | 0-1    |
| Buffles du Borgou FC               | 2-6     | MC Alger                  | 1-1    | 1-5    |
| Mlandege FC                        | 1-8     | CS sfaxien                | 0-5    | 1-3    |
| Bantu FC                           | 0-1     | Nkana FC                  | 0-1    | 0-0    |
| Akonangui FC                       | 2-3     | Atlético Petróleos Luanda | 0-1    | 2-2    |
| Clube de Desportos da Costa do Sol | 1-4     | FC Platinum               | 1-2    | 0-2    |
| Plateau United                     | 0-1     | Simba SC                  | 0-1    | 0-0    |
| CR Belouizdad                      | 4-0     | Al Nasr Benghazi          | 2-0    | 2-0    |
| APR FC                             | 3-4     | Gor Mahia FC              | 2-1    | 1-3    |

### Premier tour
Les matchs aller se jouent du 23 au 28 décembre 2020 alors que les matchs retour se jouent du 5 au 6 janvier 2021.
Les vingt-deux vainqueurs du tour préliminaire sont rejoints par dix équipes. Les vainqueurs de ce premier tour sont qualifiés pour la phase de poule tandis les perdants sont reversés dans le deuxième tour de la Coupe de la confédération 2020-2021. 
| Match | Équipe 1             | Résultat           | Équipe 2              | Aller | Retour |
| ----- | -------------------- | ------------------ | --------------------- | ----- | ------ |
| 23    | Stade Malien         | 1-3                | Wydad AC              | 1-0   | 0-3    |
| 24    | Teungueth FC         | 0-0 (3-1 t. a. b.) | Raja CA               | 0-0   | 0-0    |
| 25    | RC Abidjan           | 1-2                | Horoya AC             | 1-1   | 0-1    |
| 26    | AS SONIDEP           | 0-5                | Al Ahly SC            | 0-1   | 0-4    |
| 27    | Al-Ahly Benghazi     | 2-3                | ES Tunis              | 0-0   | 2-3    |
| 28    | Gazelle FC           | Forfait            | Zamalek SC            | 0     | 0      |
| 29    | AS Bouenguidi        | 2-4                | TP Mazembe            | 1-2   | 1-2    |
| 30    | Jwaneng Galaxy       | 1-5                | Mamelodi Sundowns     | 0-2   | 1-3    |
| 31    | Young Buffaloes      | 3-6                | AS Vita Club          | 2-2   | 1-4    |
| 32    | Kaizer Chiefs FC     | 1-0                | CD Primeiro de Agosto | 0-0   | 1-0    |
| 33    | Al Merreikh Omdurman | 4-2                | Enyimba FC            | 3-0   | 1-2    |
| 34    | Asante Kotoko        | 0-3*               | Al Hilal Omdurman     | 0-1   | 0-2*   |
| 35    | MC Alger             | 2-1                | CS sfaxien            | 2-0   | 0-1    |
| 36    | Nkana FC             | 1-2                | Petro Atletico        | 1-1   | 0-1    |
| 37    | FC Platinum          | 1-4                | Simba SC              | 1-0   | 0-4    |
| 38    | CR Belouizdad        | 8-1                | Gor Mahia FC          | 6-0   | 2-1    |

## Phase de poules
MC Alger
CR Belouizdad
Al Ahly SC
Zamalek SC
Al Merreikh
Al-Hilal Omdurman
Le tirage au sort se déroule au Caire le 8 janvier 2021.
Légende des classements
- Qualifié pour les quarts de finale

Légende des résultats
- Victoire à domicile
- Match nul
- Victoire à l'extérieur

| Chapeau 1       | Chapeau 1 | Chapeau 2            | Chapeau 2 | Chapeau 3                    | Chapeau 3 | Chapeau 4        | Chapeau 4 |
| --------------- | --------- | -------------------- | --------- | ---------------------------- | --------- | ---------------- | --------- |
| Al Ahly SC T Ch | 69 pts    | Zamalek SC S         | 54 pts    | Al-Hilal Omdurman            | 21 pts    | Al Merreikh Ch   | 4 pts     |
| Wydad AC        | 65 pts    | Mamelodi Sundowns Ch | 48 pts    | Atlético Petróleos Luanda Ch | 12 pts    | Kaizer Chiefs FC | 0 pts     |
| ES Tunis Ch     | 63 pts    | Horoya AC Ch         | 38 pts    | Simba SC Ch                  | 12 pts    | CR Belouizdad Ch | 0 pts     |
| TP Mazembe Ch   | 63 pts    | AS Vita Club         | 23 pts    | MC Alger                     | 7 pts     | Teungueth FC Ch  | 0 pts     |

Notes
T : Tenant du titre

Ch : Champion national

C3 : Vainqueur de la Coupe de la confédération 2019-2020

S : Vainqueur de la Supercoupe de la CAF 2020

### Groupe A
| Rang | Équipe       | Pts | J | G | N | P | Bp | Bc | Diff |  | Résultats (▼ dom., ► ext.) |     |     |     |     |
| ---- | ------------ | --- | - | - | - | - | -- | -- | ---- |  | -------------------------- | --- | --- | --- | --- |
| 1    | Simba SC     | 13  | 6 | 4 | 1 | 1 | 9  | 2  | +7   |  | Simba SC                   |     | 1-0 | 4-1 | 3-0 |
| 2    | Al Ahly SC   | 11  | 6 | 3 | 2 | 1 | 11 | 5  | +6   |  | Al Ahly SC                 | 1-0 |     | 2-2 | 3-0 |
| 3    | AS Vita Club | 7   | 6 | 2 | 1 | 3 | 10 | 12 | -2   |  | AS Vita Club               | 0-1 | 0-3 |     | 3-1 |
| 4    | Al Merreikh  | 2   | 6 | 0 | 2 | 4 | 4  | 15 | -11  |  | Al Merreikh                | 0-0 | 2-2 | 1-4 |     |

### Groupe B
| Rang | Équipe            | Pts | J | G | N | P | Bp | Bc | Diff |  | Résultats (▼ dom., ► ext.) |     |     |     |     |
| ---- | ----------------- | --- | - | - | - | - | -- | -- | ---- |  | -------------------------- | --- | --- | --- | --- |
| 1    | Mamelodi Sundowns | 13  | 6 | 4 | 1 | 1 | 10 | 4  | +6   |  | Mamelodi Sundowns          |     | 0-2 | 1-0 | 2-0 |
| 2    | CR Belouizdad     | 9   | 6 | 2 | 3 | 1 | 6  | 6  | 0    |  | CR Belouizdad              | 1-5 |     | 2-0 | 1-1 |
| 3    | TP Mazembe        | 5   | 6 | 1 | 2 | 3 | 3  | 6  | -3   |  | TP Mazembe                 | 1-2 | 0-0 |     | 2-1 |
| 4    | Al Hilal          | 4   | 6 | 0 | 4 | 2 | 2  | 5  | -3   |  | Al Hilal                   | 0-0 | 0-0 | 0-0 |     |

### Groupe C
| Rang | Équipe           | Pts | J | G | N | P | Bp | Bc | Diff |  | Résultats (▼ dom., ► ext.) |     |     |     |     |
| ---- | ---------------- | --- | - | - | - | - | -- | -- | ---- |  | -------------------------- | --- | --- | --- | --- |
| 1    | Wydad AC         | 13  | 6 | 4 | 1 | 1 | 9  | 1  | +8   |  | Wydad AC                   |     | 4-0 | 2-0 | 2-0 |
| 2    | Kaizer Chiefs FC | 9   | 6 | 2 | 3 | 1 | 5  | 6  | -1   |  | Kaizer Chiefs FC           | 1-0 |     | 0-0 | 2-0 |
| 3    | Horoya AC        | 9   | 6 | 2 | 3 | 1 | 5  | 4  | +1   |  | Horoya AC                  | 0-0 | 2-2 |     | 2-0 |
| 4    | Petro Atletico   | 1   | 6 | 0 | 1 | 5 | 0  | 8  | -8   |  | Petro Atletico             | 0-1 | 0-0 | 0-1 |     |

### Groupe D
| Rang | Équipe       | Pts | J | G | N | P | Bp | Bc | Diff |  | Résultats (▼ dom., ► ext.) |     |     |     |     |
| ---- | ------------ | --- | - | - | - | - | -- | -- | ---- |  | -------------------------- | --- | --- | --- | --- |
| 1    | ES Tunis     | 11  | 6 | 3 | 2 | 1 | 9  | 6  | +3   |  | ES Tunis                   |     | 1-1 | 3-1 | 2-1 |
| 2    | MC Alger     | 9   | 6 | 2 | 3 | 1 | 4  | 4  | 0    |  | MC Alger                   | 1-1 |     | 0-2 | 1-0 |
| 3    | Zamalek SC   | 8   | 6 | 2 | 2 | 2 | 7  | 5  | +2   |  | Zamalek SC                 | 0-1 | 0-0 |     | 4-1 |
| 4    | Teungueth FC | 4   | 6 | 1 | 1 | 4 | 4  | 9  | -5   |  | Teungueth FC               | 2-1 | 0-1 | 0-0 |     |

## Phase finale

### Qualification et tirage au sort
Les quatre premiers et les quatre deuxièmes de chaque groupe se qualifient à la phase finale, qui débute par les quarts de finale. En cas d'égalité entre deux ou plusieurs équipes, le classement est déterminé d'abord par la différence de points particulière entre les équipes à égalité puis la différence de buts particulière. Lors du tirage au sort, les équipes premières de leur groupe sont les têtes de série, cela leur permet de recevoir au match retour contrairement aux deuxièmes. 
| Groupe | 1er de groupe – Tête de série | 2e de groupe – Non-tête de série |
| ------ | ----------------------------- | -------------------------------- |
| A      | Simba SC                      | Al Ahly SC                       |
| B      | Mamelodi Sundowns             | CR Belouizdad                    |
| C      | Wydad AC                      | Kaizer Chiefs FC                 |
| D      | ES Tunis                      | MC Alger                         |

### Quart de finale
| Équipe           | Aller | Total           | Retour | Équipe            |
| ---------------- | ----- | --------------- | ------ | ----------------- |
| Al Ahly SC       | 2 - 0 | 3 - 1           | 1 - 1  | Mamelodi Sundowns |
| CR Belouizdad    | 2 - 0 | 2 - 2 (2-3 tab) | 0 - 2  | ES Tunis          |
| MC Alger         | 1 - 1 | 1 - 2           | 0 - 1  | Wydad AC          |
| Kaizer Chiefs FC | 4 - 0 | 4 - 3           | 0 - 3  | Simba SC          |

### Demi-finales
| Équipe   | Aller | Total | Retour | Équipe           |
| -------- | ----- | ----- | ------ | ---------------- |
| ES Tunis | 0 - 1 | 0 - 4 | 0 - 3  | Al Ahly SC       |
| Wydad AC | 0 - 1 | 0 - 1 | 0 - 0  | Kaizer Chiefs FC |

### Finale
| Club       | Score | Club             |
| ---------- | ----- | ---------------- |
| Al Ahly SC | 3 - 0 | Kaizer Chiefs FC |

### Tableau final
|  | Quarts de finale  | Quarts de finale  | Quarts de finale | Quarts de finale |                  |                  | Demi-finales | Demi-finales | Demi-finales | Demi-finales |  |  | Finale | Finale | Finale | Finale |
|  |                   |                   |                  |                  |                  |                  |              |              |              |              |  |  |        |        |        |        |
|  |                   |                   |                  |                  |                  |                  |              |              |              |              |  |  |        |        |        |        |
|  |                   |                   |                  |                  |                  |                  |              |              |              |              |  |  |        |        |        |        |
|  | MC Alger          | MC Alger          | 1                | 0                |                  |                  |              |              |              |              |  |  |        |        |        |        |
|  | MC Alger          | MC Alger          | 1                | 0                |                  |                  |              |              |              |              |  |  |        |        |        |        |
|  | Wydad AC          | Wydad AC          | 1                | 1                |                  |                  |              |              |              |              |  |  |        |        |        |        |
|  | Wydad AC          | Wydad AC          | 1                | 1                | Wydad AC         | Wydad AC         | 0            | 0            |              |              |  |  |        |        |        |        |
|  |                   |                   |                  |                  | Wydad AC         | Wydad AC         | 0            | 0            |              |              |  |  |        |        |        |        |
|  |                   |                   | Kaizer Chiefs FC | Kaizer Chiefs FC | 1                | 0                |              |              |              |              |  |  |        |        |        |        |
|  | Kaizer Chiefs FC  | Kaizer Chiefs FC  | Kaizer Chiefs FC | Kaizer Chiefs FC | 1                | 0                | 4            | 0            |              |              |  |  |        |        |        |        |
|  | Kaizer Chiefs FC  | Kaizer Chiefs FC  |                  |                  |                  |                  |              | 0            |              |              |  |  |        |        |        |        |
|  | Simba SC          | Simba SC          | 0                | 3                |                  |                  |              |              |              |              |  |  |        |        |        |        |
|  | Simba SC          | Simba SC          | 0                | 3                | Kaizer Chiefs FC | Kaizer Chiefs FC | 0            | 0            |              |              |  |  |        |        |        |        |
|  |                   |                   |                  |                  | Kaizer Chiefs FC | Kaizer Chiefs FC | 0            | 0            |              |              |  |  |        |        |        |        |
|  |                   |                   | Al Ahly SC       | Al Ahly SC       | 3                | 3                |              |              |              |              |  |  |        |        |        |        |
|  | CR Belouizdad     | CR Belouizdad     | Al Ahly SC       | Al Ahly SC       | 3                | 3                | 2            | 0            |              |              |  |  |        |        |        |        |
|  | CR Belouizdad     | CR Belouizdad     |                  |                  |                  |                  |              |              |              |              |  |  |        |        |        |        |
|  | ES Tunis          | ES Tunis          | 0                | 2tab             |                  |                  |              |              |              |              |  |  |        |        |        |        |
|  | ES Tunis          | ES Tunis          | 0                | 2tab             | ES Tunis         | ES Tunis         | 0            | 0            |              |              |  |  |        |        |        |        |
|  |                   |                   |                  |                  | ES Tunis         | ES Tunis         | 0            | 0            |              |              |  |  |        |        |        |        |
|  |                   |                   | Al Ahly SC       | Al Ahly SC       | 1                | 3                |              |              |              |              |  |  |        |        |        |        |
|  | Al Ahly SC        | Al Ahly SC        | Al Ahly SC       | Al Ahly SC       | 1                | 3                | 2            | 1            |              |              |  |  |        |        |        |        |
|  | Al Ahly SC        | Al Ahly SC        |                  |                  |                  |                  |              | 1            |              |              |  |  |        |        |        |        |
|  | Mamelodi Sundowns | Mamelodi Sundowns | 0                | 1                |                  |                  |              |              |              |              |  |  |        |        |        |        |
|  | Mamelodi Sundowns | Mamelodi Sundowns | 0                | 1                |                  |                  |              |              |              |              |  |  |        |        |        |        |
|  |                   |                   |                  |                  |                  |                  |              |              |              |              |  |  |        |        |        |        |

## Classements annexes

### Meilleurs buteurs
| Rang | Buteur                  | Club          | Buts |
| ---- | ----------------------- | ------------- | ---- |
| 1    | Mohamed Ali Ben Romdhan | ES Tunis      | 6    |
| 2    | Ali Maaloul             | Al Ahly SC    | 4    |
| 3    | Amir Sayoud             | CR Belouizdad | 4    |
| 4    | Clatous Chama           | Simba SC      | 3    |
| 5    | Ayoub El Kaabi          | Wydad AC      | 3    |

### Meilleurs passeurs
| Rang | Passeur | Club | Passes |
| ---- | ------- | ---- | ------ |
| 1    |         |      |        |
| 2    |         |      |        |
| 3    |         |      |        |
| 4    |         |      |        |
| 5    |         |      |        |